# Umfahrungstunnel Sachseln
Der Umfahrungstunnel Sachseln entlastet den im schweizerischen Kanton Obwalden gelegenen Ort Sachseln vom Durchgangsverkehr der Autostrasse A8. Er ist mit 5'213 m der sechstlängste Strassentunnel der Schweiz.

## Zahlen und Fakten
Es wurde zunächst bis 1992 mit einer Tunnelbohrmaschine (TBM) ein 4'456 Meter langer Pilotstollen mit einem Durchmesser von 3,70 Metern gebohrt. Bei einem Ausbruchsquerschnitt von 11 m² ergab dies ein Ausbruchsvolumen von 48'428 m³.
Der eigentliche Strassentunnel wurde von 1990 bis 1997 gebaut. Der Vortrieb fand ebenfalls mit einer Tunnelbohrmaschine statt. Bei einem Ausbruchsquerschnitt von 109 m² ergab dies ein Ausbruchsvolumen von 565'819 m³. Der in Notfällen befahrbare Lüftungsstollen Altbiel hat einen Ausbruchsquerschnitt von 45 m² und ist 820 Meter lang.
Der Tunnel wurde am 24. September 1997 eröffnet, die Baukosten betrugen 300 Mio. Schweizer Franken.

## Situation
In der Strassenröhre herrscht Gegenverkehr bei Tempo 80 km/h. Zu den Sicherheitseinrichtungen gehören eine Videoüberwachung, Brandmeldeanlage und Notbeleuchtung. In jeder Fahrtrichtung gibt es sechs Nothaltebuchten (Nischen).
Der Tunnel war 2014 sicherheitstechnisch nicht auf dem neuesten Stand: Es gab keinen parallelen Sicherheitsstollen, die Tunnellüftung war nicht ausreichend, und die Beleuchtung und die Video-Überwachung waren zu schwach. Daher wurde 2014 zur Erhöhung der Tunnelsicherheit mit dem Bau eines bergseitigen Sicherheitsstollens begonnen. Dieser wurde von einer Tunnelbohrmaschine mit einem Durchmesser von 4,2 Metern gebohrt und 2018 fertiggestellt. Der Sicherheitsstollen und die Tunnelröhre sind über 20 Querschläge ca. alle 250 Meter miteinander verbunden. Um das Eindringen von Abgasen und Rauch zu verhindern, steht der Sicherheitsstollen unter Überdruck, indem mittels einer Überdrucklüftung permanent Frischluft von aussen zugeführt wird. Zur Belüftung wurden an den Tunnelportalen Saccardo-Düsen installiert, die Luft in den Tunnel einblasen. Über Abluftventilatoren und Abluftklappen in der Tunneldecke kann die Luft wieder abgeführt und der Tunnel im Brandfall entraucht werden. Zusätzlich wurde die Beleuchtung verbessert und ein übergeordnetes System zur Steuerung aller Tunnelelemente eingebaut. Weiterhin gibt es nun eine Brandmeldeanlage, moderne Signalisation und Kabelanlagen zur Kommunikation und Energieversorgung, kombiniert mit Notstrom bei Stromausfällen. Die Arbeiten wurden 2019 abgeschlossen.